# H2: el laboratori de l'ocupació
H2: el laboratori de l'ocupació (hebreu: 2: מעבדת השליטה (סרט); anglès: H2: The Occupation Lab) és una pel·lícula documental dels directors israelians Noam Shizaf i Idit Abrahami produït el 2022. Tracta sobre el domini israelià al barri H2 d'Hebron i se centra en el carrer Al-Shuhada i els esdeveniments i processos que van tenir lloc al carrer i als voltants, com a microcosmos del desenvolupament del conflicte arabo-israelià. El documental es va projectar com a part del concurs oficial israelià a Docaviv l'any 2022 i es va emetre a Channel 8 l'any 2023. S'ha doblat al català pel canal 33.